# Charlotte Thomson Iserbyt
Charlotte Thomson Iserbyt, es una alertadora y ensayista estadounidense.

## Biografía
Nació en 1930 y estudió comercio en la Dana Hall preparatory school y Katharine Gibbs College en New York City. El padre y el abuelo de Iserbyt fueron diplomado de la Universidad de Yale y miembros de la sociedad secreta de los Skull and Bones y ayudó a Antony Sutton a redactar su libro sobre el tema.
Isebyt es una alertadora que fue empleada como Senior Policy Advisor en el Office of Educational Research and Improvement (OERI) del Departamento de Educación de los Estados Unidos, durante la era del presidente Ronald Reagan, así que empleada del Departamento de Estado de los Estados Unidos (Sudáfrica, Bélgica, Corea del Sur)

## Libros
- Back to Basics Reform, or OBE: Skinnerian International Curriculum (1985)
- The Deliberate Dumbing Down of America: A Chronological Paper Trail  (1999) ISBN 978-0-9667071-0-6